# Історія усамітненої монахині
Історія усамітненої монахині (італ. Storia di una monaca di clausura) — фільм 1973 року режисера Доменіко Паоллелі.
У фільмі знялася зовсім молода Елеонора Джорджі.
У тому ж році той самий режисер і сценарист зняв фільм «Монахині із Сант–Анджело» (італ. Le monache di Sant'Arcangelo), в головній ролі дуже молода Орнелла Муті. Обидва фільми в жанрі італійської еротики, дуже популярної в той час.

## Сюжет
1632 рік. Перед весіллям з багатим нареченим Кармела закохується в Джуліано, який стає її коханцем. Приголомшені батьки відправляють доньку в монастир, де панують далеко не чернечі звичаї…

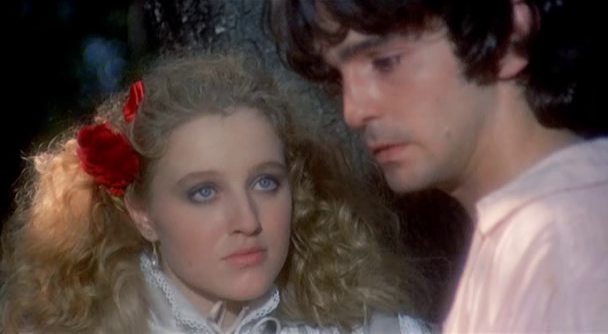
Елеонора Джорджі в головній ролі.
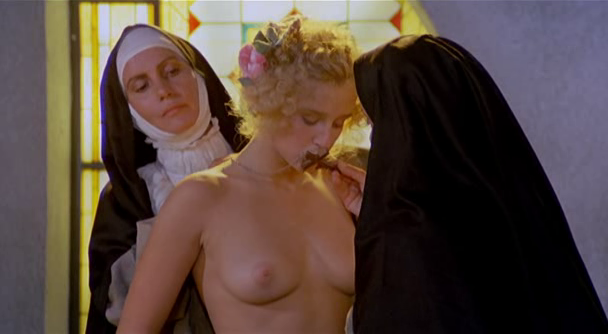
Сцена з фільму.
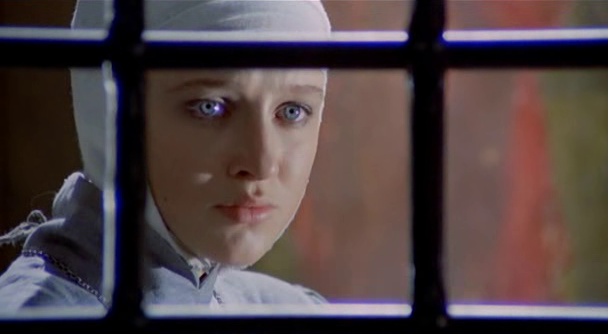
Елеонора Джорджі.
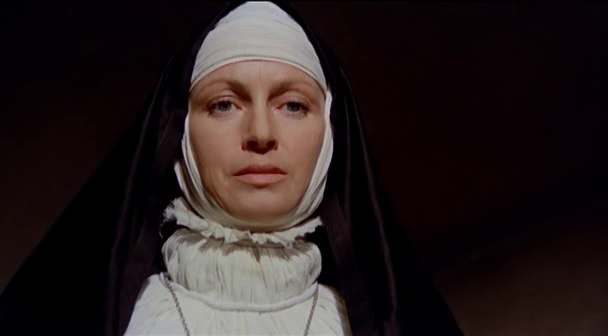
Сьюзі Кендал в кадрі.
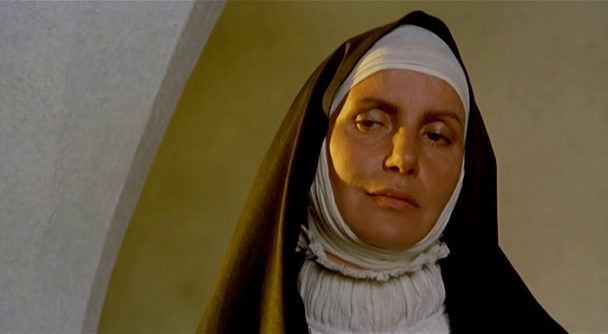
Джуліана Каландра.
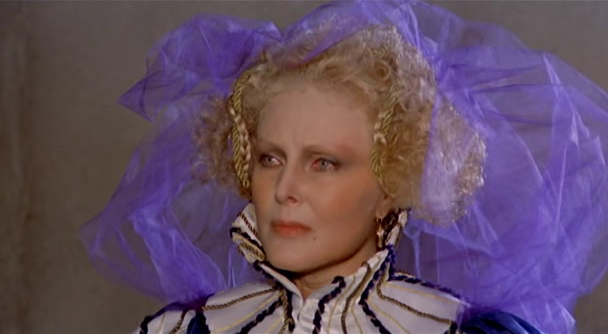
Катерина Боратто в ролі.

## В ролях
- Елеонора Джорджі: Кармела Сімоні, пізніше сестра Агнезе дель Гесо;
- Катрін Спаак: сестра Єлизавета;
- Сьюзі Кендал: головна монахиня;
- Джуліана Каландра: сестра Рита;
- Мартін Брошар: сестра Люція;
- Енн Одесса: монахиня–шпигунка;
- Клара Колосімо: літня монахиня;
- Ріна Франчетті: Томмасіна, монахиня–служанка;
- Катерина Боратто: маркіза Сімоні;
- Тіно Карраро: маркіз Антоніо Сімоні;
- Умберто Орсіні: Дієго;
- Антоніо Фалсі: Джуліано;
- Конрад Георг: падре;
- Ізабель Маршал: монахиня–злодійка;
- Паола Сенаторе: Мікела;
- Барбара Герера: Беатріс;
- Гіл Каньє: друг Дієго;
- Елеонора Морана: селянка.